# 乌日图
乌日图（1955年7月—）蒙古族，内蒙古自治区乌拉特中旗人。中国共产党党员。第十、十一、十二、十三届全国人大常委会委员。

## 生平
1972年3月，乌日图参加工作。乌日图毕业于内蒙古大学，研究生学历。历任冶金部包头冶金研究所技术员，内蒙古师范大学讲师，中共内蒙古自治区党委经济部工交处副研究员、内蒙古自治区体改委分配体制处副处长、处长，国家体改委分配和社会保障司处长、副司长兼国务院医疗保障体制改革领导小组办公室常务副主任，劳动和社会保障部医疗保险司副司长、司长。
乌日图是第十届全国人大常委会委员、全国人大财政经济委员会委员、全国人大财政经济委员会主任委员助理、副主任委员。2018年2月24日，当选为第十三届全国人大代表。2008年3月，乌日图当选为十一届全国人大常委会委员、全国人大财政经济委员会副主任委员。 2013年3月，乌日图当选为十二届全国人大常委会委员。